# Фігулс-і-Алінья
Фі́гулс-і-Алінья́ (кат. Fígols i Alinyà) — муніципалітет, розташований в Автономній області Каталонія, в Іспанії. Знаходиться у районі (кумарці) Алт-Уржель провінції Лєйда, згідно з новою адміністративною реформою перебуватиме у складі Баґарії (округи) Ал Пірінеу і Аран.

## Населення
Населення міста (у 2007 р.) становить 265 осіб (з них менше 14 років — 6 %, від 15 до 64 — 58,5 %, понад 65 років — 35,5 %). У 2006 р. народжуваність склала 4 особи, смертність — 4 особи, зареєстровано 1 шлюб. У 2001 р. активне населення становило 105 осіб, з них безробітних — 6 осіб.

Серед осіб, які проживали на території міста у 2001 р., 255 народилися в Каталонії (з них 220 осіб у тому самому районі, або кумарці), 8 осіб приїхало з інших областей Іспанії, а 4 особи приїхали з-за кордону. 

Університетську освіту має 8,1 % усього населення. 

У 2001 р. нараховувалося 106 домогосподарств (з них 31,1 % складалися з однієї особи, 29,2 % з двох осіб,15,1 % з 3 осіб, 15,1 % з 4 осіб, 1,9 % з 5 осіб, 5,7 % з 6 осіб, 1,9 % з 7 осіб, 0 % з 8 осіб і 0 % з 9 і більше осіб).

Активне населення міста у 2001 р. працювало у таких сферах діяльності : у сільському господарстві — 26,3 %, у промисловості — 14,1 %, на будівництві — 22,2 % і у сфері обслуговування — 37,4 %. 

 У муніципалітеті або у власному районі (кумарці) працює 49 осіб, поза районом — 55 осіб.

### Безробіття
У 2007 р. нараховувалося 4 безробітних (у 2006 р. — 4 безробітних), з них чоловіки становили 50 %, а жінки — 50 %.

## Економіка

### Підприємства міста

#### Промислові підприємства
| \| Промислові підприємства міста, за сферою діяльності \| Промислові підприємства міста, за сферою діяльності \| Промислові підприємства міста, за сферою діяльності \| \| Рік \| 2002 р. \| 2001 р. \| \| --------------------------------------------------- \| --------------------------------------------------- \| --------------------------------------------------- \| \| Енергетичні та водні ресурси \| *% \| *% \| \| Хімія та метали \| *% \| *% \| \| Переробка металів \| *% \| *% \| \| Продукти харчування \| *% \| *% \| \| Текстиль \| *% \| *% \| \| Виробництво меблів, видання \| *% \| *% \| \| Інше \| *% \| *% \| \| Усього підприємств \| 0 \| 0 \| |         |         |
| Промислові підприємства міста, за сферою діяльності |         |         |
| Рік | 2002 р. | 2001 р. |
| Енергетичні та водні ресурси | *%      | *%      |
| Хімія та метали | *%      | *%      |
| Переробка металів | *%      | *%      |
| Продукти харчування | *%      | *%      |
| Текстиль | *%      | *%      |
| Виробництво меблів, видання | *%      | *%      |
| Інше | *%      | *%      |
| Усього підприємств | 0       | 0       |

#### Роздрібна торгівля
| \| Підприємства роздрібної торгівлі міста, за сферою діяльності \| Підприємства роздрібної торгівлі міста, за сферою діяльності \| Підприємства роздрібної торгівлі міста, за сферою діяльності \| \| Рік \| 2002 р. \| 2001 р. \| \| ------------------------------------------------------------ \| ------------------------------------------------------------ \| ------------------------------------------------------------ \| \| Продукти харчування \| *% \| *% \| \| Одяг та взуття \| *% \| *% \| \| Товари для дому \| *% \| *% \| \| Книги та періодичні видання \| *% \| *% \| \| Промислова хімічна продукція \| *% \| *% \| \| Продукція, пов'язана з транспортними засобами \| *% \| *% \| \| Інше \| *% \| *% \| \| Усього підприємств \| 0 \| 0 \| |         |         |
| Підприємства роздрібної торгівлі міста, за сферою діяльності |         |         |
| Рік | 2002 р. | 2001 р. |
| Продукти харчування | *%      | *%      |
| Одяг та взуття | *%      | *%      |
| Товари для дому | *%      | *%      |
| Книги та періодичні видання | *%      | *%      |
| Промислова хімічна продукція | *%      | *%      |
| Продукція, пов'язана з транспортними засобами | *%      | *%      |
| Інше | *%      | *%      |
| Усього підприємств | 0       | 0       |

#### Сфера послуг
| \| Підприємства міста, що працюють у сфері послуг, за діяльністю \| Підприємства міста, що працюють у сфері послуг, за діяльністю \| Підприємства міста, що працюють у сфері послуг, за діяльністю \| \| Рік \| 2002 р. \| 2001 р. \| \| ------------------------------------------------------------- \| ------------------------------------------------------------- \| ------------------------------------------------------------- \| \| Гуртова торгівля \| 12,5 % \| 14,3 % \| \| Готелі та готельний бізнес \| 43,8 % \| 42,9 % \| \| Транспорт та зв'язок \| 18,8 % \| 21,4 % \| \| Посередницькі фінансові послуги \| 6,2 % \| 7,1 % \| \| Послуги підприємствам \| 6,2 % \| 0 % \| \| Послуги фізичним особам \| 12,5 % \| 14,3 % \| \| Нерухомість та ін. \| 0 % \| 0 % \| \| Усього підприємств \| 16 \| 14 \| |         |         |
| Підприємства міста, що працюють у сфері послуг, за діяльністю |         |         |
| Рік | 2002 р. | 2001 р. |
| Гуртова торгівля | 12,5 %  | 14,3 %  |
| Готелі та готельний бізнес | 43,8 %  | 42,9 %  |
| Транспорт та зв'язок | 18,8 %  | 21,4 %  |
| Посередницькі фінансові послуги | 6,2 %   | 7,1 %   |
| Послуги підприємствам | 6,2 %   | 0 %     |
| Послуги фізичним особам | 12,5 %  | 14,3 %  |
| Нерухомість та ін. | 0 %     | 0 %     |
| Усього підприємств | 16      | 14      |

## Житловий фонд
У 2001 р. 6,6 % усіх родин (домогосподарств) мали житло метражем до 59 м2, 31,1 % — від 60 до 89 м2, 37,7 % — від 90 до 119 м2 і
24,5 % — понад 120 м2.

З усіх будівель у 2001 р. 13,5 % було одноповерховими, 76,9 % — двоповерховими, 9,6
% — триповерховими, 0 % — чотириповерховими, 0 % — п'ятиповерховими, 0 % — шестиповерховими,
0 % — семиповерховими, 0 % — з вісьмома та більше поверхами.

## Автопарк
| \| Автомобілі, зареєстровані у місті, за призначенням \| Автомобілі, зареєстровані у місті, за призначенням \| Автомобілі, зареєстровані у місті, за призначенням \| \| Рік \| 2006 р. \| 2005 р. \| \| -------------------------------------------------- \| -------------------------------------------------- \| -------------------------------------------------- \| \| Приватні автомобілі \| 57,8 % \| 58,7 % \| \| Мотоцикли \| 5,6 % \| 3,9 % \| \| Вантажівки \| 28 % \| 28,7 % \| \| Трактори \| 2,6 % \| 2,6 % \| \| Автобуси та ін. \| 6 % \| 6,1 % \| \| Усього автомобілів \| 232 шт. \| 230 шт. \| |         |         |
| Автомобілі, зареєстровані у місті, за призначенням |         |         |
| Рік | 2006 р. | 2005 р. |
| Приватні автомобілі | 57,8 %  | 58,7 %  |
| Мотоцикли | 5,6 %   | 3,9 %   |
| Вантажівки | 28 %    | 28,7 %  |
| Трактори | 2,6 %   | 2,6 %   |
| Автобуси та ін. | 6 %     | 6,1 %   |
| Усього автомобілів | 232 шт. | 230 шт. |

## Вживання каталанської мови
У 2001 р. каталанську мову у місті розуміли 100 % усього населення (у 1996 р. — 100 %), вміли говорити нею 94,7 % (у 1996 р. -
99,3 %), вміли читати 93,2 % (у 1996 р. — 89,4 %), вміли писати 66,4
% (у 1996 р. — 33,7 %). Не розуміли каталанської мови 0 %.

## Політичні уподобання
У виборах до Парламенту Каталонії у 2006 р. взяло участь 166 осіб (у 2003 р. — 188 осіб). Голоси за політичні сили розподілилися таким чином:
| \| Вибори до Парламенту Каталонії \| Вибори до Парламенту Каталонії \| Вибори до Парламенту Каталонії \| \| Рік \| 2006 р. \| 2003 р. \| \| -------------------------------------- \| ------------------------------ \| ------------------------------ \| \| Конвергенція та Єднання (CiU) \| 56,6 % \| 55,3 % \| \| Соціалістична партія Каталонії (PSC) \| 17,5 % \| 21,8 % \| \| Народна партія (PP) \| 3 % \| 2,1 % \| \| Ініціатива за зелену Каталонію (IC) \| 4,8 % \| 4,8 % \| \| Республіканська лівиця Каталонії (ERC) \| 16,3 % \| 16 % \| \| Громадянська партія (C's) \| 0 % \| 0 % \| \| Інші \| 1,8 % \| 0 % \| |         |         |
| Вибори до Парламенту Каталонії |         |         |
| Рік | 2006 р. | 2003 р. |
| Конвергенція та Єднання (CiU) | 56,6 %  | 55,3 %  |
| Соціалістична партія Каталонії (PSC) | 17,5 %  | 21,8 %  |
| Народна партія (PP) | 3 %     | 2,1 %   |
| Ініціатива за зелену Каталонію (IC) | 4,8 %   | 4,8 %   |
| Республіканська лівиця Каталонії (ERC) | 16,3 %  | 16 %    |
| Громадянська партія (C's) | 0 %     | 0 %     |
| Інші | 1,8 %   | 0 %     |

У муніципальних виборах у 2007 р. взяло участь 204 особи (у 2003 р. — 212 осіб). Голоси за політичні сили розподілилися таким чином:
| \| Муніципальні вибори \| Муніципальні вибори \| Муніципальні вибори \| \| Рік \| 2007 р. \| 2003 р. \| \| -------------------------------------- \| ------------------- \| ------------------- \| \| Конвергенція та Єднання (CiU) \| 52,5 % \| 53,8 % \| \| Соціалістична партія Каталонії (PSC) \| 14,7 % \| 27,4 % \| \| Народна партія (PP) \| 0 % \| 0 % \| \| Ініціатива за зелену Каталонію (IC) \| 0 % \| 0 % \| \| Республіканська лівиця Каталонії (ERC) \| 32,8 % \| 18,9 % \| \| Громадянська партія (C's) \| 0 % \| 0 % \| \| Інші \| 0 % \| 0 % \| |         |         |
| Муніципальні вибори |         |         |
| Рік | 2007 р. | 2003 р. |
| Конвергенція та Єднання (CiU) | 52,5 %  | 53,8 %  |
| Соціалістична партія Каталонії (PSC) | 14,7 %  | 27,4 %  |
| Народна партія (PP) | 0 %     | 0 %     |
| Ініціатива за зелену Каталонію (IC) | 0 %     | 0 %     |
| Республіканська лівиця Каталонії (ERC) | 32,8 %  | 18,9 %  |
| Громадянська партія (C's) | 0 %     | 0 %     |
| Інші | 0 %     | 0 %     |